# Sant Martí de Llémena
Sant Martí de Llémena är en kommun i Spanien.   Den ligger i provinsen Província de Girona och regionen Katalonien, i den östra delen av landet, 600 km öster om huvudstaden Madrid. Antalet invånare är 596. Arean är 43 kvadratkilometer. Sant Martí de Llémena gränsar till Sant Miquel de Campmajor, Canet d'Adri, Sant Gregori, Sant Julià del Llor i Bonmatí, Amer, Sant Aniol de Finestres och Mieres. 
Terrängen i Sant Martí de Llémena är kuperad.